# John Anderson, 1:e viscount Waverley
Flera personer med liknande namn, se John Anderson
John Anderson, 1:e viscount Waverley, född 8 juli 1882 i Edinburgh, död 4 januari 1958 i Lambeth, var en brittisk politiker, Lord Privy Seal 1938–1939 och Storbritanniens finansminister 1943–1945. År 1952 adlades han som Viscount Waverley.

## Biografi
Anderson var under första världskriget sekreterare i sjöfartsministeriet och utnämndes senare till understatssekreterare, varvid en av hans första uppgifter blev att bidra till pacificeringen av Irland.
Åren 1932–1937 var han guvernör över Bengalen, där läget då var mycket spänt. År 1938 inträdde han i Neville Chamberlains regering som lordsigillbevarare och övertog i samband med dess ombildning vid utbrottet av andra världskriget i september 1939 posten som inrikesminister och minister för hemlandets säkerhet (med särskild uppgift att organisera civilbefolkningens skydd mot luftangrepp).
I Winston Churchills kabinett 1940–1945 innehade han motsvarande uppgifter till 1943, då han övertog posten som finansminister.

## Utmärkelser
- Kommendör med stora korset av Nordstjärneorden, 23 juni 1954.[9]

## Titlar
- 1882–1918: John Anderson
- 1918-1919: John Anderson, CB
- 1919-1920: Sir John Anderson, KCB
- 1920-1923: Sir John Anderson, KCB, PC (Ire.)
- 1923-1932: Sir John Anderson, GCB , PC (Ire.)
- 1932-1937: Hans Excellence Sir John Anderson, GCB, GCIE , PC (Ire.)
- 1937-1938: Sir John Anderson, GCB, GCSI , GCIE, PC (Ire.)
- 1938-1945: The Right Honourable Sir John Anderson, GCB, GCSI, GCIE, PC, PC (Ire.)
- 1945-1952: The Right Honourable Sir John Anderson, GCB, GCSI, GCIE, PC, PC (Ire.), FRS
- 1952-1956: The Right Honourable Viscount Waverley , GCB, GCSI, GCIE, PC, PC (Ire.), FRS
- 1956-1958: The Right Honourable Viscount Waverley, GCB, OM , GCSI, GCIE, PC, PC (Ire.), FRS